# Zdeněk Bardon
Zdeněk Bardon (* 19. února 1961) je český astrofotograf, tvůrce astronomických přístrojů a amatérský astronom. Je iniciátorem soutěže Česká astrofotografie měsíce a předsedou její poroty.

## Odborná kariéra
Zdeněk Bardon se dříve zabýval automatizací a robotizací hlavně v potravinářském průmyslu. Později přešel k úpravám a opravám dalekohledů a dalších astronomických přístrojů a k výrobě a montáži jejich příslušenství (spektrografů apod.). V letech 2006 až 2007 byl autorem modernizace počítačového řízení Perkova dalekohledu v Ondřejově. Navrhl a následně realizoval rekonstrukci nepoužívaného dalekohledu E152 na observatoři La Silla, která patří Evropské jižní observatoři. 
Zdeněk Bardon od mládí amatérsky fotografuje noční oblohu, často z prostředí velkých hvězdáren jako La Silla v Chile. Své fotografie vydal ve třech knihách.

## Ocenění
Zdeněk Bardon je držitelem těchto ocenění:
- Čestný člen Mezinárodní astronomické unie.[2]
- Fotoambasador Evropské jižní observatoře.
- Od roku  2021 je čestným členem České astronomické společnosti.[3]
- Je po něm pojmenována planetka 6248 Bardon, kterou v roce 1991 objevila Zdeňka Vávrová na hvězdárně na Kleti.[4]
- Obdržel medaili I. stupně Královéhradeckého kraje za přínos astronomii a popularizaci vědy.[5]

## Dílo

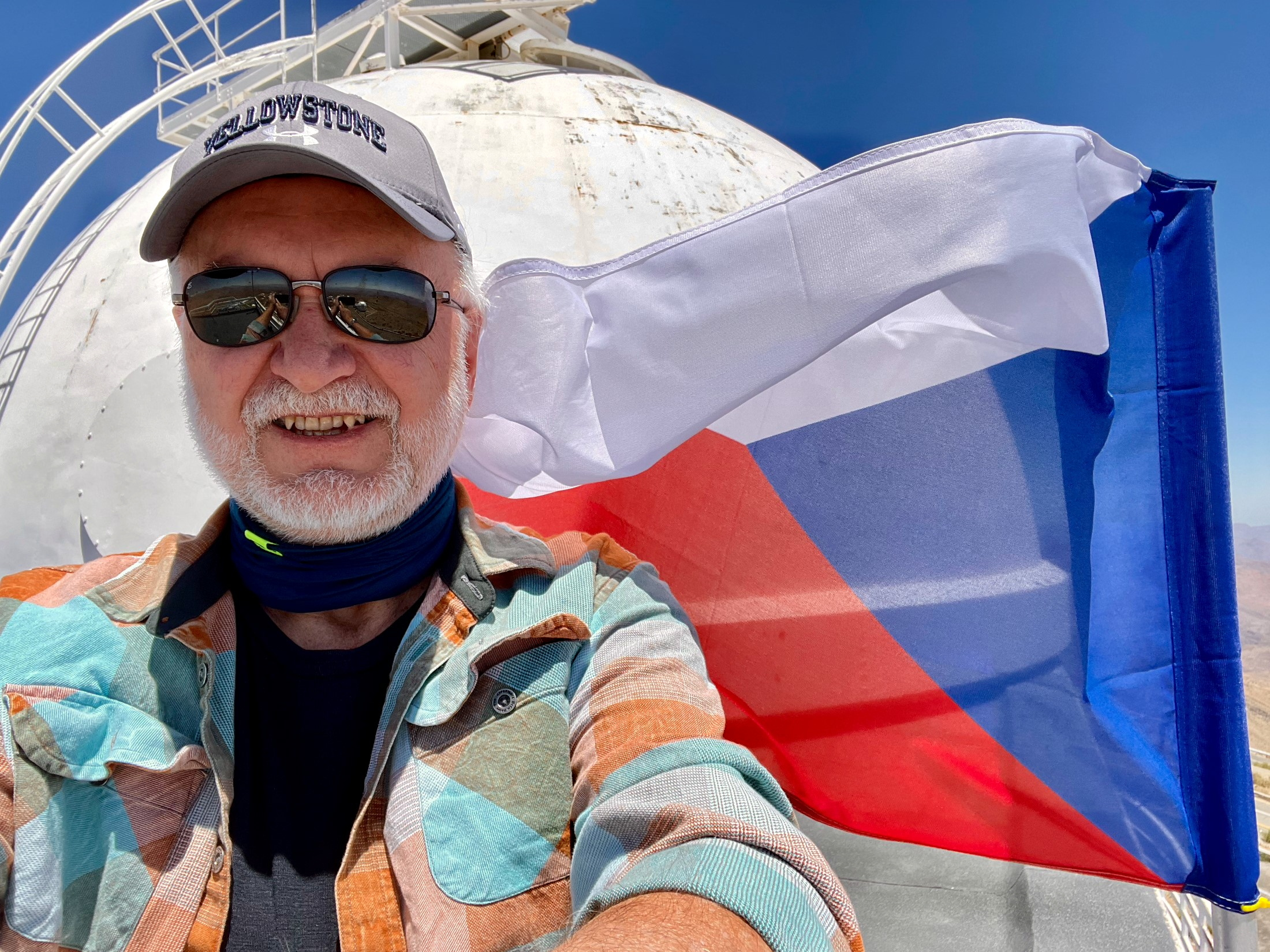
Zdeněk Bardon před dalekohledem E152 v Chile (2024)

- Bačkorový astronom. Od brýlových čoček až po NASA. ISBN 9788089998043
- Bačkorový astronom na cestách za tmou. (2021) ISBN 9788089998159
- Mojí milenkou je vesmír. (2023) ISBN 9788011029463